# Machico
Machico je farnost, která se nachází ve východní části portugalského ostrova Madeira v okrese Machico. Tato farnost je nejstarším obydleným místem na ostrově. Právě zde roku 1419 poprvé vystoupili Portugalci na půdu Madeiry.

## Historie
Portugalský král Jan I. (João I.) rozdělil Madeiru na takzvané kapitánie. Vládcem východní části ostrova se sídlem v Machicu se v květnu 1440 stal Tristão Vaz Teixeira (s titulem capitão-donatário). Machico se brzo stalo centrem pěstování cukrové třtiny na Madeiře, ale nemohlo držet krok s Funchalem, kde byly lepší půdní a klimatické podmínky. A tak se zde roku 1494 vypěstovala jen jedna pětina ostrovní produkce.
Machico bylo na farnost povýšeno až 2. srpna 1996. Má 9 828 obyvatel (2011).
Ke vzniku názvu se pojí dvě legendy. Jedna říká, že místu dal jméno Angličan Robert Machim (někde ale psán jako McKean), který unesl roku 1370 z Bristolu milenku (Anne Dorset) a bouře donesla jejich člun až sem na neobydlený ostrov. Anna onemocněla a zemřela. Robert spáchal sebevraždu. Před smrtí vyryl jména obou milenců do dřevěného kříže. Pověst dále říká, že tento kříž našel při prvním vylodění roku 1419 kapitán Zarco a nechal na místě nálezu postavit kapli (Capela dos Milagres).
Druhá, pravděpodobnější pověst, odvozuje jméno Machico od jména námořníka na jedné ze Zarcových lodí, nebo od města Monchique (na Algarve).
Z historických staveb najdeme ve farnosti například ještě pevnost Forte do Amparo chránící přístav, farní kostel z 15. století, kapli São Roque, zbytky z pevnosti Săo Joăo Baptista nad přístavním molem.
V roku 2008 byla vybudována betonová zeď vybíhající do zátoky a chránící před vlnami novou pláž s dovezeným žlutým pískem.

## Galerie

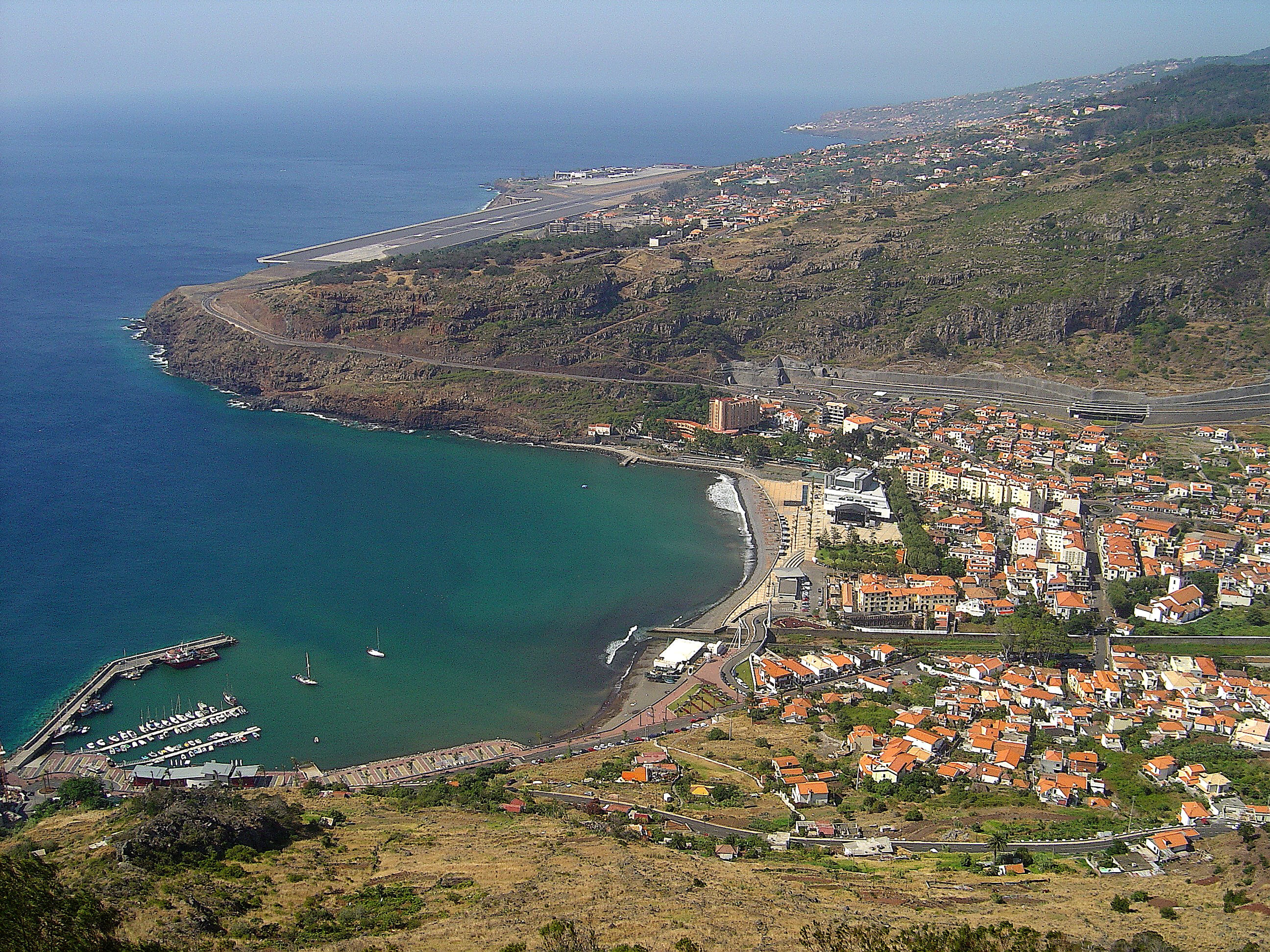
Pohled z Pico do Facho od východu na zátoku Machico. V dálce je rozjezdová dráha madeirského letiště.
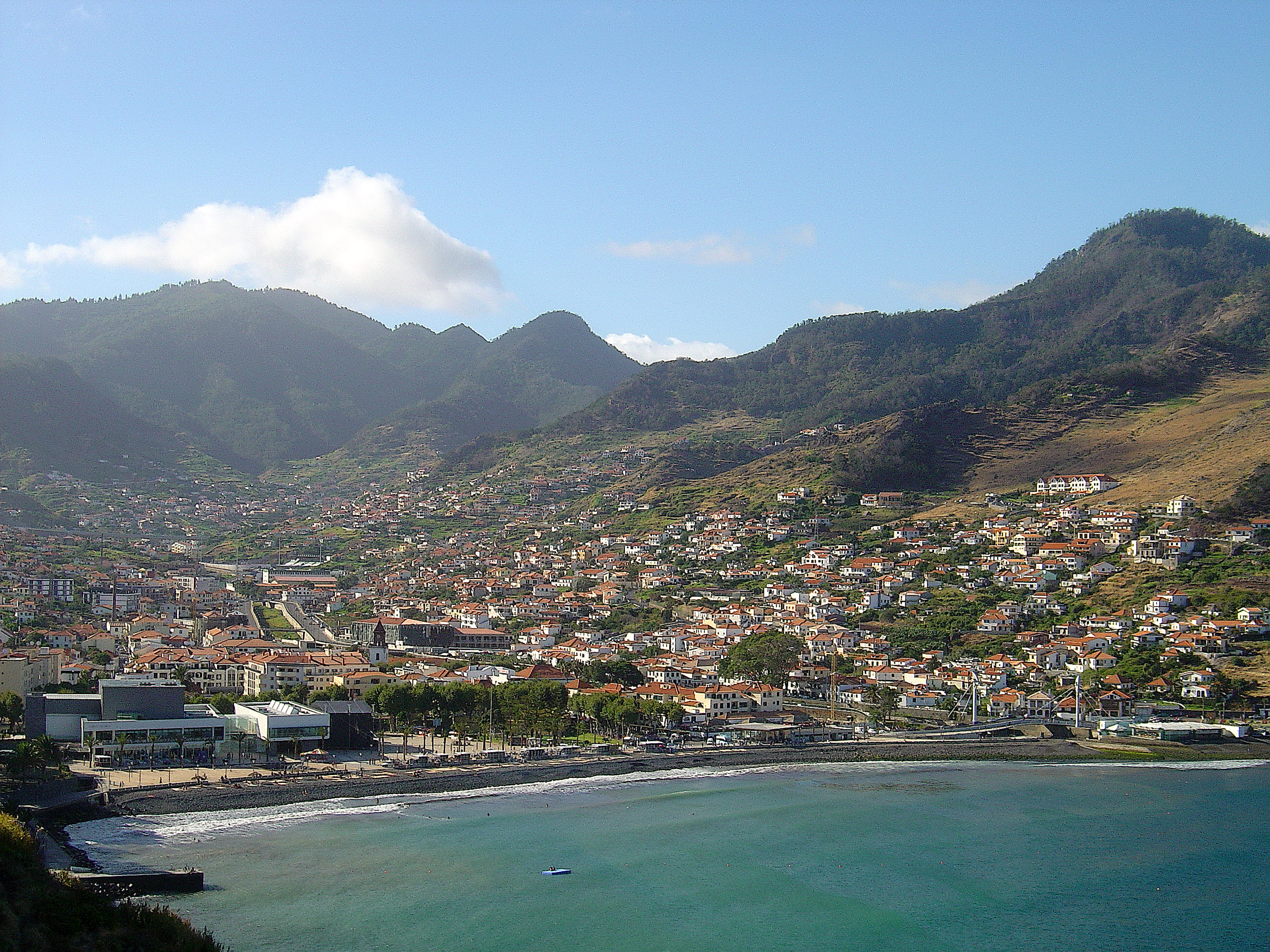
Zátoka a údolí Machico
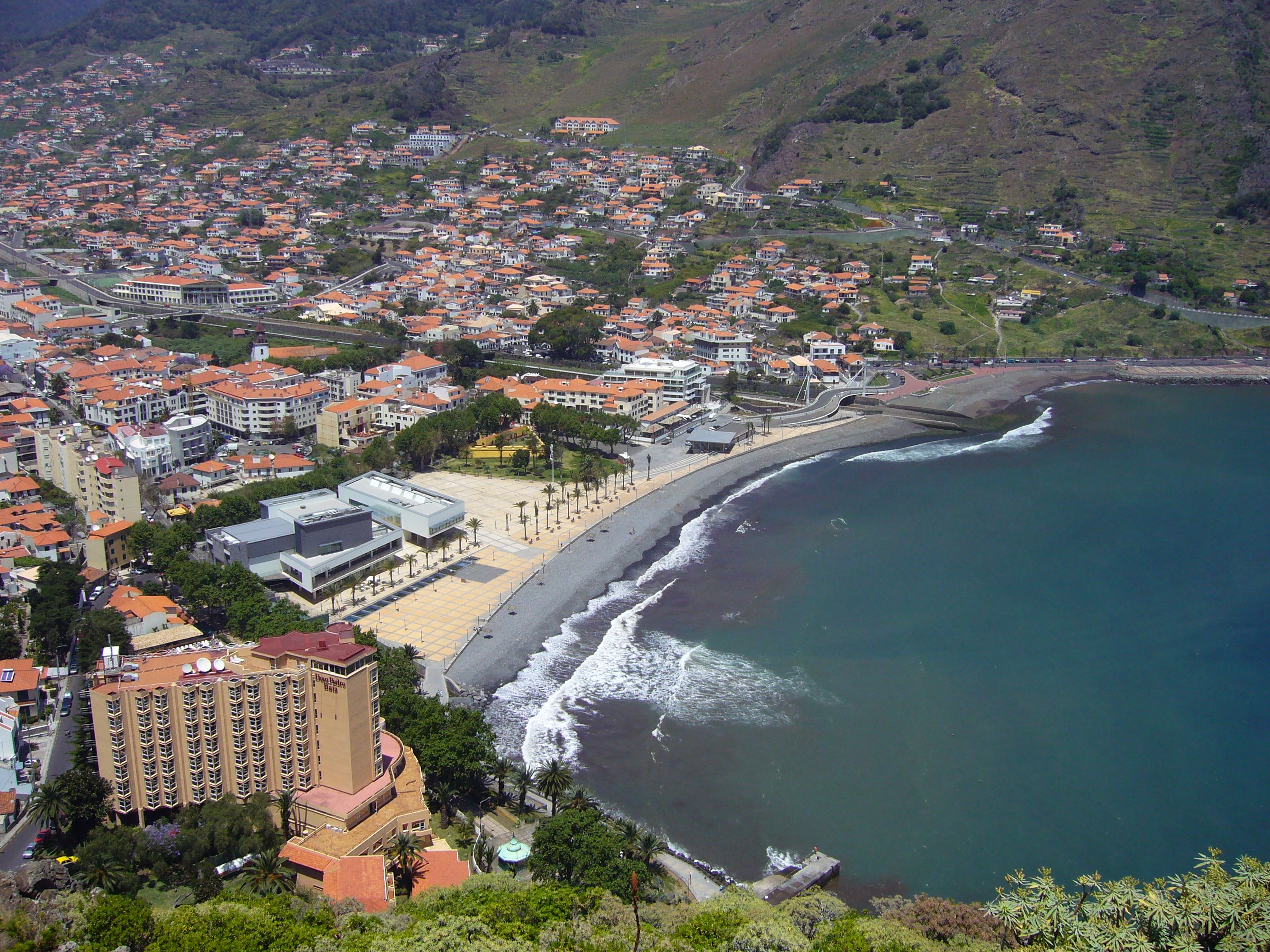
Pohled na zátoku s hotelem
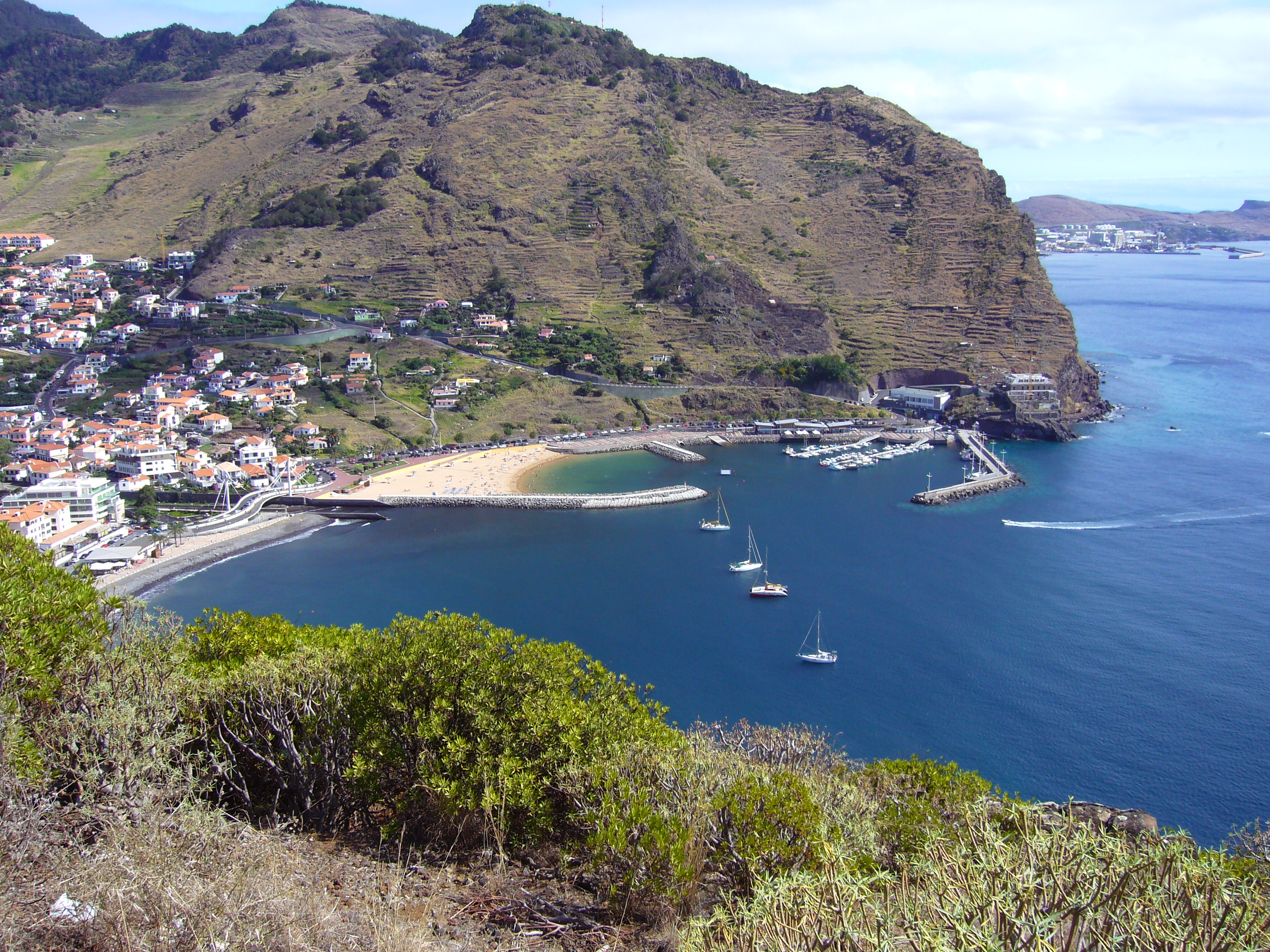
Zátoka Machico v roce 2009
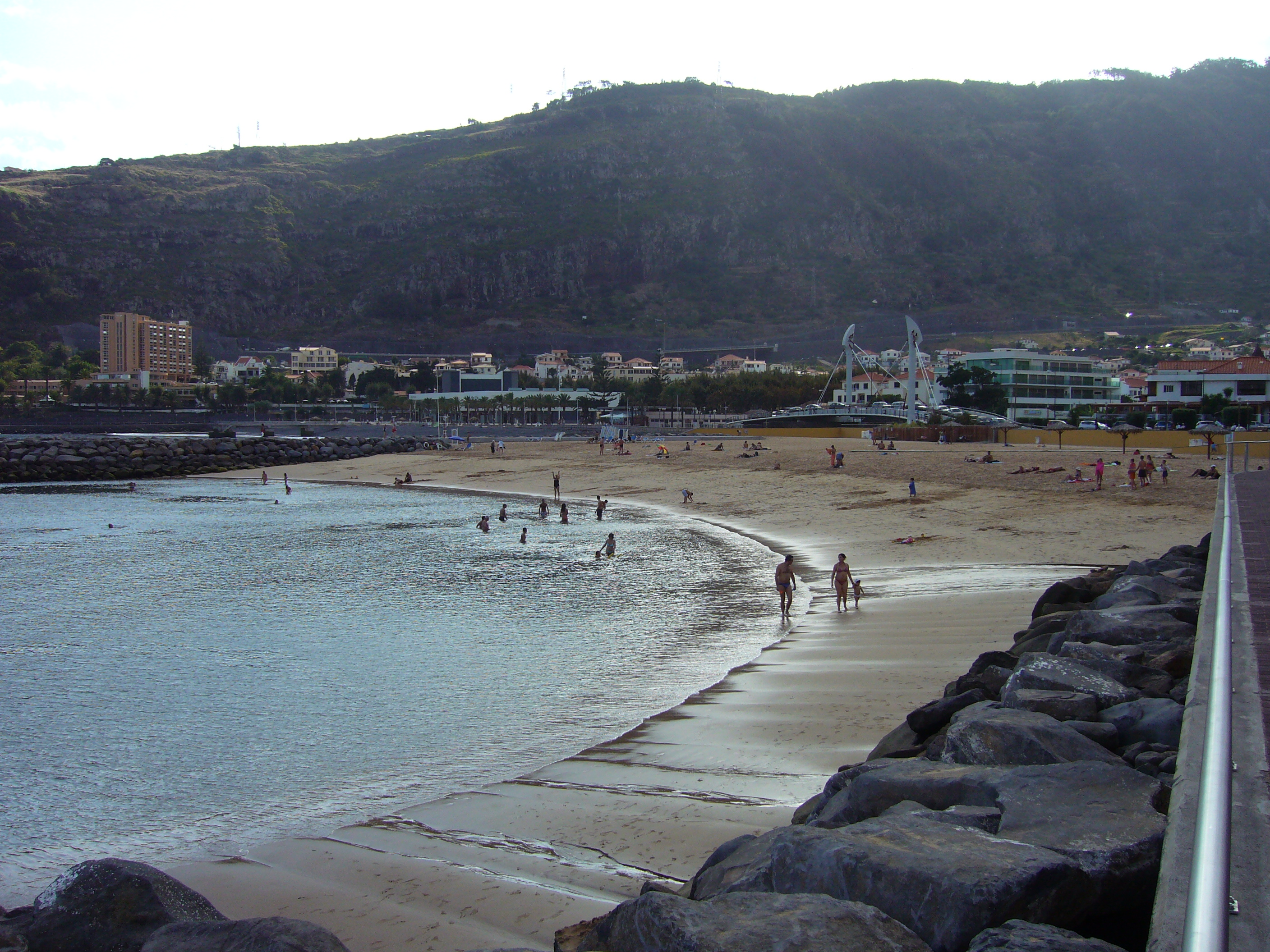
Nová písečná pláž
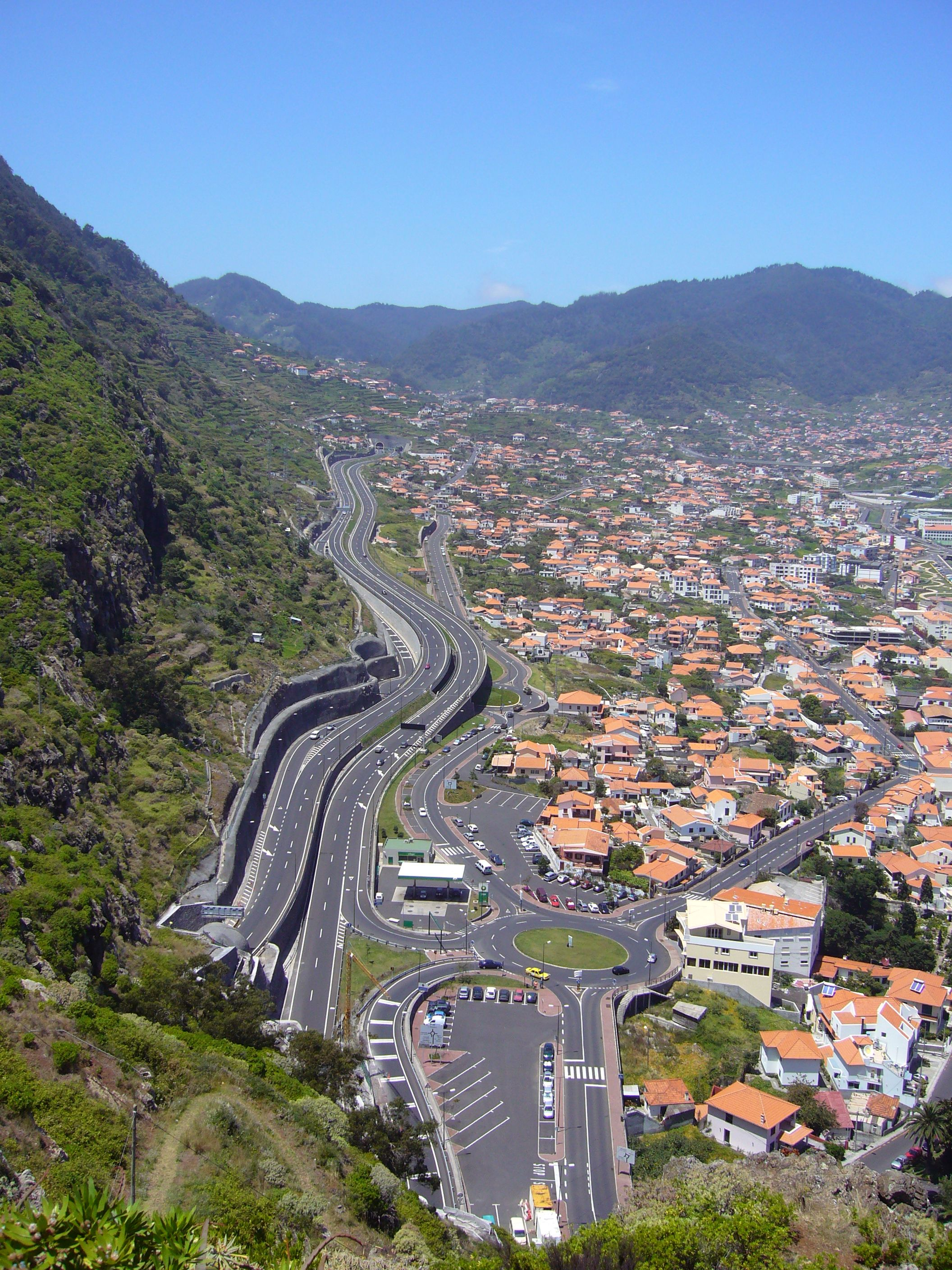
Úsek dálnice od Funchalu procházející přes Machico na sever